# منطقة لندن الحضرية
منطقة لندن الحضرية London metropolitan area (او منطقة الحزام commuter belt )هي المنطقة الحضرية في منطقة لندن في إنجلترا، لها عدة تسميات، بما في ذلك منطقة السفر إلى العمل في لندن، وتتكون عادة من منطقة لندن الحضرية، والمناطق التي تشترك في البنية التحتية للمدينة، والأماكن التي يمكن الانتقال منها للعمل عمليا. تُعرف أيضًا باسم منطقة جنوب شرق العاصمة Southeast metropolitan area. 

## الحدود والنطاق
الحدود ليست ثابتة. فهي تتوسع مع تحسن خيارات النقل وانتقال المساكن ذات الأسعار المعقولة بعيدا عن وسط المدينة.  يغطي الحزام الحالي جزء كبير من:
منطقة جنوب شرق إنجلترا وجزء من منطقة شرق إنجلترا، بما في ذلك المقاطعات الأصلية هيرتفوردشاير وباكينجهامشاير وبيركشاير وساري وكينت وإسيكس، ووفق العديد من التعريفات، هامبشاير، غرب ساسكس، شرق ساسكس، بيدفوردشير ونورثهامبتونشاير.
عدد السكان المقيمين في لندن الكبرى وتلك المقاطعات داخل الحزام الأخضر 18,868,800 نسمة في عام 2011. يقع جزء كبير من الجزء غير المطور من هذه المنطقة داخل الحزام المحدد، والذي، باستثناء المباني والساحات والحدائق القائمة، يغطي تقريبا كل مقاطعة سري وشرق مقاطعة باركشاير وجنوب باكينجهامشير وجنوب ووسط مقاطعة هيرتفوردشاير وجنوب بيدفوردشاير وجنوب غرب مقاطعة إسيكس. وغرب مقاطعة كينت. إلى حد كبير في هذه المقاطعات، توجد ثلاث مناطق ذات جمال طبيعي أخاذ (تلال تشيلترن، وتلال ساري، ونورث داونز AONBs) المحيطة بحوض التايمز ضمن حزام لندن.

## التعريفات

### السفر إلى منطقة العمل

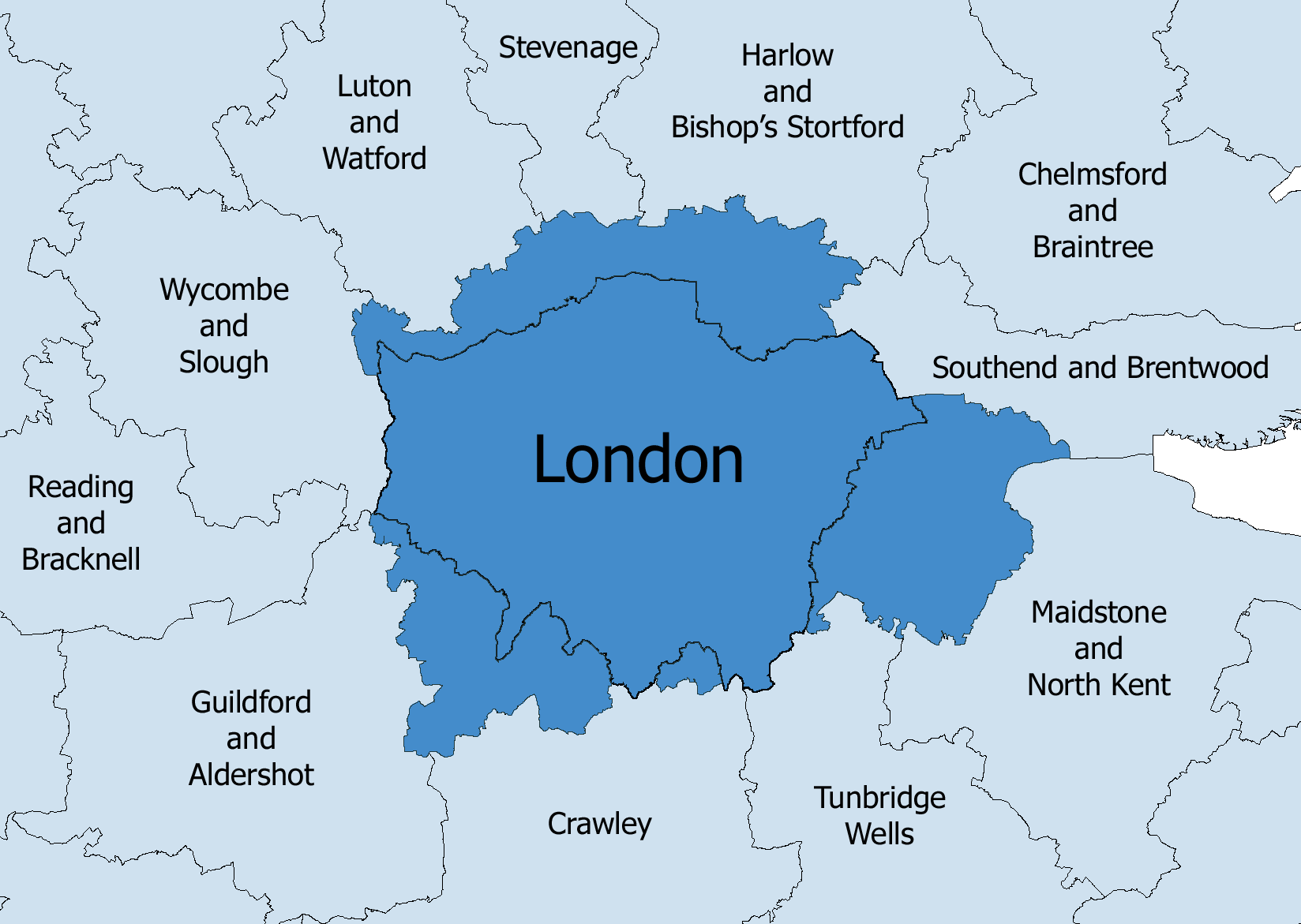
منطقة السفر إلى العمل في لندن عام 2001 (باللون الأزرق الداكن)، مع إظهار الحدود الإدارية للندن الكبرى

منطقة السفر إلى العمل (travel to work area TTWA)في لندن، التي حددها مكتب الإحصاءات الوطنية هي المنطقة التي "يعمل فيها 75% على الأقل من السكان النشطين اقتصاديا في المنطقة، وكذلك كل من يعمل في المنطقة. على الأقل 75% يعيشون بشكل فعلي في المنطقة."  يبلغ عدد سكانها 9,294,800 نسمة (تقدير 2005).
تستثني منطقة السفر إلى العمل بعض أجزاء لندن الكبرى مثل أوكسبريدج وهونسلو وكينغستون والتي تشكل جزء من منطقة السفر إلى العمل لمطار هيثرو . على العكس من ذلك، فهي تشمل مناطق خارج لندن الكبرى مثل ريكمانسوورث، وبروكسبورن، وجرايز، ودارتفورد، وجريفسيند، وإبسوم.

### ضواحي لندن الكبرى
هناك 17 منطقة حكومية محلية تشترك في الحدود مع لندن الكبرى، في المنطقتين الشرقية والجنوبية الشرقية. تقع معظم المناطق بالكامل أو بها أقسام داخل الطريق السريع M25 أو تقع ضمن 15–20 ميل (24–32 كـم) من تشارينغ كروس.
غالبًا ما تشترك المناطق المجاورة في خصائص لندن الخارجية، مثل تشكيل جزء من الزحف العمراني المستمر، والتي تخدمها مترو أنفاق لندن، والتي يتم تغطيتها بواسطة رمز منطقة هاتف لندن، (حتى عام 2000) تشكل جزءًا من منطقة شرطة العاصمة ولديها عدد كبير نسبيًا من الموظفين العاملين في لندن.

### المنطقة الحضرية الأكبر
المنطقة الحضرية الكبرى هو تعريف تم إنشاؤه في عام 2004 من قبل يوروستات لقياس عدد السكان وامتداد المناطق الحضرية عبر البلدان الأوروبية. استنادا إلى تعداد عام 2001، بلغ عدد سكان المنطقة الحضرية الكبرى في لندن 11.9 مليون نسمة، صنفها على أنها المنطقة الحضرية الأكثر اكتظاظًا بالسكان في الاتحاد الأوروبي حتى خروج بريطانيا من الاتحاد الأوروبي. المناطق التي تعتبر أجزاء من هذه المنطقة الحضرية الكبرى مدرجة هنا: (لم يتم تضمين أي منطقة في بيدفوردشاير، أو هامبشاير، أو ساسكس). تقع عدة تجمعات حضرية كبيرة خارج المنطقة مباشرةً: ريدينغ، لوتن، هاي ويكومب وأجزاء كبيرة من ألدرشوت وكراولي المناطق الحضرية.
| المنطقة          | المقاطعة        | المناطق داخل المنطقة | المناطق خارج المنطقة                                                   | المساحة (كم2) | السكان    |
| ---------------- | --------------- | --- | ---------------------------------------------------------------------- | ------------- | --------- |
| شرق إنجلترا      | Hertfordshire   | - Broxbourne - East Hertfordshire - Dacorum - Hertsmere - Three Rivers - Stevenage - St Albans - Watford - Welwyn Hatfield                  | North Hertfordshire                                                    | 1,267.6       | 1,067,049 |
| شرق إنجلترا      | Essex           | - Basildon - Brentwood - Castle Point - Chelmsford - Epping Forest - Harlow - Maldon - Rochford - Southend-on-Sea - Thurrock - Uttlesford   | - Braintree - Colchester - Tendring                                    | 2,387.5       | 1,335,684 |
| جنوب شرق إنجلترا | كنت             | - Dartford - Gravesham - Maidstone - Medway - Tonbridge and Malling - Tunbridge Wells - Sevenoaks                                           | - Ashford - Canterbury - Dover - Folkestone and Hythe - Swale - Thanet | 1,698.4       | 1,055,194 |
| جنوب شرق إنجلترا | سري             | - Elmbridge - Epsom and Ewell - Guildford - Mole Valley - Reigate and Banstead - Runnymede - Spelthorne - Surrey Heath - Tandridge - Woking | - Waverley                                                             | 1,317.8       | 1,061,056 |
| جنوب شرق إنجلترا | Berkshire       | - Bracknell Forest - Slough - Windsor and Maidenhead                                                                                        | - Reading - West Berkshire - Wokingham                                 | 339.4         | 512,535   |
| جنوب شرق إنجلترا | Buckinghamshire | - Chiltern - South Bucks | - Aylesbury - Wycombe - Milton Keynes                                  | 337.6         | 165,970   |

### المناطق الحضرية داخل حزام الركاب

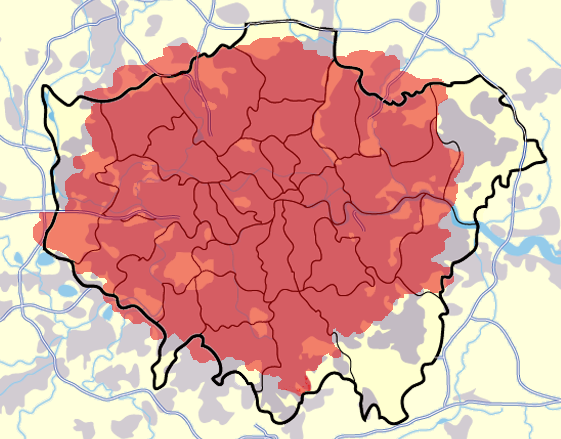
تمتد المنطقة الحضرية في لندن (باللون الرمادي) إلى ما وراء حدود لندن. يظهر أيضًا M25. يظهر رمز الاتصال الهاتفي 020 باللون الأحمر.

يسرد الجدول التالي المناطق الحضرية (المعروفة أيضًا بالمناطق المبنية) التي تعتبر جزءًا من حزام النقل في لندن والتي يزيد عدد سكانها عن 20000 نسمة. يحتوي حزام الركاب على جميع المناطق الحضرية ضمن دائرة نصف قطرها 40 ميلاً (64 كم) تقريبًا من تشارينغ كروس. بعض المدن الخارجية تشمل أيلزبري، ريدنغ، ألدرشوت وميدستون..

### حزام لندن الخارجي
بعض وكلاء العقارات، بما في ذلك جيمس بندلتون وسافلز، حددت "حزام المدينة الثاني" بعيدًا عن لندن. يشمل التعريف أماكن تصل إلى حوالي 55 ميل (89 كم) من وسط لندن، بما في ذلك بيدفورد، برايتون، كامبريدج، هاستينغز، مارجيت، ميلتون كينز وأكسفورد.

## أنظر أيضا
- منطقة لندن الكبرى المبنية
- حزام سمسار الأوراق المالية
- محافظات الوطن
- قائمة المناطق الحضرية في المملكة المتحدة

## الروابط الخارجية
- حاسبة لأوقات سفر الركاب إلى لندن من المقاطعات الرئيسية
- تم تعيين منطقة السفر إلى العمل في لندن مع الآخرين
- قائمة المدن التي تعتبر جزء من حزام المدينة وفقًا لمجلة العالم at Archive.is (نسخة محفوظة 9 February 2013)